# Distrito de Capaso
El Distrito peruano de Capaso es uno de los 5 distritos de la Provincia de El Collao, ubicada en el  Departamento de Puno, bajo la administración del Gobierno regional de Puno, Perú.
Desde el punto de vista jerárquico de la Iglesia católica forma parte de la Prelatura de Juli en la Arquidiócesis de Arequipa.

## Historia
El distrito fue creado mediante Ley n.º 24891 del 29 de septiembre de 1988, durante el primer gobierno del Presidente Alan García.

## Geografía
Situado en el sur de la provincia.

## Demografía
La población estimada en el año 2000 es de 1 366 habitantes. En las últimas Elecciones Generales 2016 se tuvo 610 electores hábiles que conformaron 3 mesas de sufragio.

## Autoridades

### Municipales
- 2019 - 2022[3]
  - Alcalde: Juan Tuco Ordóñez, de Gestionando Obras y Oportunidades con Liderazgo.
  - Regidores:

  1. Marcelino Mamani Coaquira (Gestionando Obras y Oportunidades con Liderazgo)
  2. Gerónimo Mamani Catunta (Gestionando Obras y Oportunidades con Liderazgo)
  3. Elsa Chura De Flores (Gestionando Obras y Oportunidades con Liderazgo)
  4. Digna Emirita Apaza Catunta (Gestionando Obras y Oportunidades con Liderazgo)
  5. Tomas Tuco Arua (Movimiento de Integración por el Desarrollo Regional (Mi Casita))